# Pitkäjärvi (sjö i Sysmä, Päijänne-Tavastland)
Pitkäjärvi är en sjö i kommunen Sysmä i landskapet Päijänne-Tavastland i Finland. Arean är 48 hektar och strandlinjen är 6,73 kilometer lång. Sjön  ingår i Kymmene älvs huvudavrinningsområde.   Den ligger omkring 47 km norr om Lahtis och omkring 140 km norr om Helsingfors. 
Pitkäjärvi ligger sydväst om Enojärvi. 